# Oud-Egyptisch persoon A tot Z

## A
| Naam                    | Functie                      | Dynastie of periode       |
| ----------------------- | ---------------------------- | ------------------------- |
| Aäron                   | Joodse hogepriester          | Joodse geschiedschrijving |
| Aat                     | Koningin                     | 12e dynastie              |
| Achillas                | Bevelhebber                  | Ptolemaeësche dynastie    |
| Achnaton                | Farao                        | 18e dynastie              |
| Achoris                 | Farao                        | 29e dynastie              |
| Ahhotep I               | Koningin                     | 17e en 18e dynastie       |
| Ahmose I                | Farao                        | 17 en 18e dynastie        |
| Ahmose                  | Koningin                     | 18e dynastie              |
| Ahmose                  | Schrijver                    | Tweede tussenperiode      |
| Ahmose-Henoettamehoe    | Koningin                     | Rond 17e en 18e dynastie  |
| Ahmose-Inhapi           | Koningin                     | Rond 17e en 18e dynastie  |
| Ahmose-Meritamon        | Koningin                     | 18e dynastie              |
| Ahmose-Nefertari        | Godsvrouw van Amon, koningin | 18e dynastie              |
| Ahmose-Sitamoen         | Prinses, godsvrouw van Amon  | 18e dynastie              |
| Ahmose-Sitkamose        | Koningin                     | Rond 17e en 18e dynastie  |
| Alexander de Grote      | Farao                        | Argeaden                  |
| Amasis                  | Farao                        | 26e dynastie              |
| Amenemhat I             | Farao                        | 12e dynastie              |
| Amenemhat II            | Farao                        | 12e dynastie              |
| Amenemhat III           | Farao                        | 12e dynastie              |
| Amenemhat IV            | Farao                        | 12e dynastie              |
| Amenemhat V             | Farao                        | 13e dynastie              |
| Amenemhat VI            | Farao                        | 13e dynastie              |
| Amenemhat VII           | Farao                        | 13e dynastie              |
| Amenemnesoe             | Farao                        | 21e dynastie              |
| Amenemope               | Farao                        | 21e dynastie              |
| Amenhotep I             | Farao                        | 18e dynastie              |
| Amenhotep II            | Farao                        | 18e dynastie              |
| Amenhotep III           | Farao                        | 18e dynastie              |
| Ameni-Kemaw             | Farao                        | 13e dynastie              |
| Amenmesses              | Farao                        | 19e dynastie              |
| Amyrtaios               | Farao                        | 28e dynastie              |
| Anchesenpaäton Tasjerit | Prinses                      | 18e dynastie              |
| Anchesenpepi II         | Koningin                     | 6e dynastie               |
| Anedjib                 | Farao                        | 1e dynastie               |
| Antef I                 | Farao                        | 11e dynastie              |
| Antef II                | Farao                        | 11e dynastie              |
| Antef III               | Farao                        | 11e dynastie              |
| Antef IV                | Farao of vizier              | 13e dynastie              |
| Antef VII               | Farao                        | 17e dynastie              |
| Apachnas                | Hyksos, farao                | 15e dynastie              |
| Apepi I                 | Hyksos, farao                | 15e dynastie              |
| Apriës                  | Farao                        | 26e dynastie              |
| Asnath                  | Egyptische                   | Joodse geschiedschrijving |
| Awtibre                 | Farao                        | 14e dynastie              |
| Ay                      | Farao                        | 13e dynastie              |

## B
| Naam     | Functie              | Dynastie of periode       |
| -------- | -------------------- | ------------------------- |
| Baka     | Farao                | 4e dynastie               |
| Batires  | Koningin             | 1e dynastie               |
| Berenib  | Koningin             | 1e dynastie               |
| Beon     | Hyksos, farao        | 15e dynastie              |
| Bitja    | Dochter van de farao | Joodse geschiedschrijving |
| Boenefer | Koningin             | 4e dynastie               |

## C
| Naam                        | Functie               | Dynastie of periode |
| --------------------------- | --------------------- | ------------------- |
| Chaba                       | Farao                 | 3e dynastie         |
| Chaemwase                   | Hogepriester van Ptah | 19e dynastie        |
| Chajan                      | Farao                 | 15e dynastie        |
| Chamoedi                    | Farao                 | 15e dynastie        |
| Chasechemoey                | Farao                 | 2e dynastie         |
| Chatire                     | Farao                 | 14e dynastie        |
| Chefren                     | Farao                 | 4e dynastie         |
| Chendjer                    | Farao                 | 13e dynastie        |
| Chenemetneferhedjet I       | Koningin              | 12e dynastie        |
| Chenemetneferhedjet II      | Koningin              | 12e dynastie        |
| Chenemetneferhedjet III     | Koningin              | 12e dynastie        |
| Chenethapi                  | Koningin              | 1e dynastie         |
| Chentetenka                 | Koningin              | 4e dynastie         |
| Chentkaoes II               | Priesteres-koningin   | 5e dynastie         |
| Cheops                      | Farao                 | 4e dynastie         |
| Cheti I                     | Farao                 | 9e dynastie         |
| Cheti II                    | Farao                 | 9e dynastie         |
| Cheti III                   | Farao                 | 9e dynastie         |
| Chnoemhotep en Nianchchnoem | Manicuren             | 5e dynastie         |

## D
| Naam         | Functie  | Dynastie of periode |
| ------------ | -------- | ------------------- |
| Den          | Farao    | 1e dynastie         |
| Djedcheroere | Farao    | 14e dynastie        |
| Djedefptah   | Farao    | 4e dynastie         |
| Djedefre     | Farao    | 4e dynastie         |
| Djedkare     | Farao    | 5e dynastie         |
| Djedkare II  | Farao    | 7e dynastie         |
| Djefatnebti  | Koningin | 3e dynastie         |
| Djer         | Farao    | 1e dynastie         |
| Djet         | Farao    | 1e dynastie         |
| Djoser       | Farao    | 3e dynastie         |
| Dorchia      | Koningin | 7e eeuw v. Chr.     |

## E
| Naam | Functie                                | Dynastie of periode |
| ---- | -------------------------------------- | ------------------- |
| Eje  | Hogepriester van Aton, generaal, farao | 18e dynastie        |

## H
| Naam            | Functie                  | Dynastie of periode           |
| --------------- | ------------------------ | ----------------------------- |
| Harchoef        | Ambtenaar                | 6e dynastie                   |
| Hatsjepsoet     | Farao, koningin          | 18e dynastie                  |
| Hekenoe-hedjet  | Koningin                 | 4e dynastie                   |
| Henoe           | Hoge ambtenaar           | 2050 v. Chr.                  |
| Henoetoeati     | Koningin                 | 20e dynastie                  |
| Herihor         | Hogepriester van Amon-Ra | Tussen de 20e en 21e dynastie |
| Herneith        | Koningin                 | 1e dynastie                   |
| Herwibre        | Farao                    | 14e dynastie                  |
| Hetepheres I    | Koningin                 | 4e dynastie                   |
| Hetepheres II   | Koningin                 | 4e dynastie                   |
| Hetephernebti   | Koningin                 | 3e dynastie                   |
| Hoedjefa        | Farao, tegenkoning       | 2e dynastie                   |
| Hoeni           | Farao                    | 3e dynastie                   |
| Hor I           | Farao                    | 13e dynastie                  |
| Hor Iry         | Koning                   | dynastie 0                    |
| Hor Ka          | Koning                   | dynastie 0                    |
| Hor-Aha         | Farao                    | 1e dynastie                   |
| Horemheb        | Farao                    | 18e dynastie                  |
| Hornedjheriotef | Farao                    | 13e dynastie                  |
| Hotepsechemoei  | Farao                    | 2e dynastie                   |

## I
| Naam                              | Functie                                                                       | Dynastie of periode |
| --------------------------------- | ----------------------------------------------------------------------------- | ------------------- |
| Iaib                              | Farao                                                                         | 13e dynastie        |
| Iaret                             | Koningin                                                                      | 18e dynastie        |
| Ibi I                             | Farao                                                                         | 8e dynastie         |
| Imhotep                           | Vizier, architect, schrijver van medische werken, hogepriester van Ptah en Ra | 3e dynastie         |
| Imiramesja                        | Farao, vizier                                                                 | 13e dynastie        |
| Inaros                            | Prins                                                                         | 26e dynastie        |
| Ineni                             | Koningin                                                                      | 13e dynastie        |
| Inetkaes                          | Prinses                                                                       | 3e dynastie         |
| Ini I                             | Farao                                                                         | 13e dynastie        |
| Ipoet I                           | Koningin                                                                      | 5e en 6e dynastie   |
| Ipoet II                          | Koningin                                                                      | 6e dynastie         |
| Iset (dochter van Amenhotep III)  | Prinses                                                                       | 18e dynastie        |
| Iset (dochter van Thoetmosis III) | Prinses                                                                       | 18e dynastie        |
| Iset                              | Koningin                                                                      | 18e dynastie        |
| Iset                              | Prinses, godsvrouw van Amon                                                   | 20e dynastie        |
| Iset Ta-Hemdjert                  | Koningin, koningin-moeder                                                     | 20e dynastie        |

## J
| Naam                   | Functie              | Dynastie of periode       |
| ---------------------- | -------------------- | ------------------------- |
| Jaah                   | Koningin, priesteres | 11e dynastie              |
| Joeja                  | Zakenman             | 18e dynastie              |
| Jozef (zoon van Jakob) | Grootvizier          | Joodse geschiedschrijving |

## K
| Naam          | Functie  | Dynastie of periode |
| ------------- | -------- | ------------------- |
| Kakemetre     | Farao    | 14e dynastie        |
| Kamose        | Farao    | 17e dynastie        |
| Kanefertoemre | Farao    | 14e dynastie        |
| Kasjta        | Farao    | 25e dynastie        |
| Kaoeit        | Koningin | 11e dynastie        |

## M
| Naam            | Functie                  | Dynastie of periode |
| --------------- | ------------------------ | ------------------- |
| Maathorneferure | Koningin                 | 19e dynastie        |
| Maketaton       | Koningsdochter           | 18e dynastie        |
| Maneros         | Koningszoon              | Griekse mythologie  |
| Manetho         | Historicus, hogepriester | Ptolemaeën          |
| Menes           | Farao                    | 1e dynastie         |
| Menka           | Koningin                 | 1e en 2e dynastie   |
| Menkaoehor      | Farao                    | 5e dynastie         |
| Menkaoera       | Farao                    | 4e dynastie         |
| Menkare         | Farao                    | 7e dynastie         |
| Mentoehotep (♀) | Koningin                 | 16e dynastie        |
| Mentoehotep I   | Lokale prins van Thebe   | 11e dynastie        |
| Mentoehotep II  | Farao                    | 11e dynastie        |
| Mentoehotep III | Farao                    | 11e dynastie        |
| Mentoehotep IV  | Farao                    | 11e dynastie        |
| Meredjefare     | Farao                    | 14e dynastie        |
| Merenhor        | Farao                    | 7e dynastie         |
| Merenptah       | Farao                    | 19e dynastie        |
| Merenre I       | Farao                    | 6e dynastie         |
| Merenre II      | Farao                    | 6e dynastie         |
| Mereret         | Prinses                  | 4e dynastie         |
| Meresanch I     | Koningin                 | 3e dynastie         |
| Meresanch II    | Koningin                 | 4e dynastie         |
| Meresanch III   | Koningin                 | 4e dynastie         |
| Meretseger      | Koningin                 | 12e dynastie        |
| Meritites I     | Koningin                 | 4e dynastie         |
| Merneith        | Koningin, farao          | 1e dynastie         |

## N
| Naam               | Functie            | Dynastie of periode |
| ------------------ | ------------------ | ------------------- |
| Nachtneith         | Koningin           | 1e dynastie         |
| Narmer             | Farao              | 1e dynastie         |
| Nebdjefare         | Farao              | 14e dynastie        |
| Nebfawre           | Farao              | 14e dynastie        |
| Nebnoen            | Farao              | 13e dynastie        |
| Nebsenre           | Farao              | 14e dynastie        |
| Necho I            | Farao              | 26e dynastie        |
| Necho II           | Farao              | 26e dynastie        |
| Nectanebo I        | Farao              | 30e dynastie        |
| Nectanebo II       | Farao              | 30e dynastie        |
| Nedjemibre         | Farao              | 13e dynastie        |
| Neferefre          | Farao              | 5e dynastie         |
| Neferet II         | Koningin           | 12e dynastie        |
| Neferhotep I       | Farao              | 13e dynastie        |
| Neferhotep II      | Farao              | 13e dynastie        |
| Neferirkare        | Farao              | 5e dynastie         |
| Neferirkare II     | Farao              | 8e dynastie         |
| Neferkahor         | Farao              | 7e dynastie         |
| Neferkamin I       | Farao              | 7e dynastie         |
| Neferkamin II      | Farao              | 7e dynastie         |
| Neferkau           | Prins              | 4e dynastie         |
| Neferkaoehor       | Farao              | 8e dynastie         |
| Neferkaoere        | Farao              | 8e dynastie         |
| Neferkare          | Farao              | 2e dynastie         |
| Neferkare II       | Farao              | 7e dynastie         |
| Neferkare IV       | Farao              | 7e dynastie         |
| Neferkare V        | Farao              | 7e dynastie         |
| Neferkare VI       | Farao              | 8e dynastie         |
| Neferkare VII      | Farao              | 8e dynastie         |
| Neferkare-Neby     | Farao              | 7e dynastie         |
| Neferkasokar       | Farao              | 2e dynastie         |
| Neferoe II         | Koningin           | 11e dynastie        |
| Neferoere          | Prinses            | 18e dynastie        |
| Neferoesobek       | Farao              | 12e dynastie        |
| Nefertari          | Koningin           | 18e dynastie        |
| Nefertari          | Koningin           | 19e dynastie        |
| Neferthenoet       | Koningin           | 12e dynastie        |
| Neith-hotep        | Koningin           | 1e dynastie         |
| Nepherites I       | Farao              | 29e dynastie        |
| Nepherites II      | Farao              | 29e dynastie        |
| Netjerkare         | Farao              | 7e dynastie         |
| Nikare             | Farao              | 7e dynastie         |
| Nioeserre          | Farao              | 5e dynastie         |
| Nimaathapi         | Koningin           | 2e en 3e dynastie   |
| Nitokris           | Koningin           | 6e dynastie         |
| Nitokris I         | Godsvrouw van Amon | 26e dynastie        |
| Noebchaas          | Koningin           | 13e dynastie        |
| Noebchaas          | Koningin           | 17e dynastie        |
| Noebhotepti        | Koningin           | 13e dynastie        |
| Noebhotepti-chered | Koningsdochter     | 13e dynastie        |
| Nynetjer           | Farao              | 2e dynastie         |

## O
| Naam              | Functie | Dynastie of periode |
| ----------------- | ------- | ------------------- |
| Oenas             | Farao   | 5e dynastie         |
| Oeserkaf          | Farao   | 5e dynastie         |
| Oeserkare         | Farao   | 6e dynastie         |
| Osorkon de Oudere | Farao   | 21e dynastie        |
| Osorkon I         | Farao   | 22e dynastie        |
| Osorkon II        | Farao   | 22e dynastie        |
| Osorkon III       | Farao   | 23e dynastie        |
| Osorkon IV        | Farao   | 23e dynastie        |
| Osorkon V         | Farao   | 23e dynastie        |

## P
| Naam                       | Functie                  | Dynastie of periode       |
| -------------------------- | ------------------------ | ------------------------- |
| Pedoebast I                | Farao                    | Rond 829 tot 804 v. Chr.  |
| Pen-aboe                   | Farao                    | dynastie 0                |
| Peneboei                   | Koningin                 | 1e dynastie               |
| Pepi I                     | Farao                    | 6e dynastie               |
| Pepi II                    | Farao                    | 6e dynastie               |
| Persenet                   | Koningin                 | 4e dynastie               |
| Pianki                     | Hogepriester van Amon-Ra | 20e en 21e dynastie       |
| Piye                       | Farao                    | 25e dynastie              |
| Potifar                    | Vizier, rijk man         | Joodse geschiedschrijving |
| Psammetichus I             | Farao                    | 26e dynastie              |
| Psammetichus II            | Farao                    | 26e dynastie              |
| Psammetichus III           | Farao                    | 26e dynastie              |
| Psoesennes I               | Farao                    | 21e dynastie              |
| Psoesennes II              | Farao                    | 21e dynastie              |
| Ptahhotep                  | Wijze, schrijver         | 5e dynastie               |
| Ptolemaeus I Soter         | Farao                    | Ptolemaeeën               |
| Ptolemaeus II Philadelphus | Farao                    | Ptolemaëen                |
| Ptolemaeus III Euergetes I | Farao                    | Ptolemaeën                |
| Ptolemaeus IV Philopator   | Farao                    | Ptolemaeën                |

## Q
| Naam | Functie | Dynastie of periode |
| ---- | ------- | ------------------- |
| Qaä  | Farao   | 1e dynastie         |

## R
| Naam         | Functie                       | Dynastie of periode |
| ------------ | ----------------------------- | ------------------- |
| Ramses I     | Farao                         | 19e dynastie        |
| Ramses II    | Farao                         | 19e dynastie        |
| Ramses III   | Farao                         | 20e dynastie        |
| Ramses IV    | Farao                         | 20e dynastie        |
| Ramses V     | Farao                         | 20e dynastie        |
| Ramses VII   | Farao                         | 20e dynastie        |
| Ramses VIII  | Farao                         | 20e dynastie        |
| Ramses IX    | Farao                         | 20e dynastie        |
| Ramses X     | Farao                         | 20e dynastie        |
| Ramses XI    | Farao                         | 20e dynastie        |
| Raneb        | Farao                         | 2e dynastie         |
| Rhampsinitus | Legendarisch Egyptisch koning | Griekse mythologie  |

## S
| Naam              | Functie                                    | Dynastie of periode |
| ----------------- | ------------------------------------------ | ------------------- |
| Sahathor          | Farao                                      | 13e dynastie        |
| Sahoere           | Farao                                      | 5e dynastie         |
| Salitis           | Farao                                      | 15e dynastie        |
| Sanacht           | Farao                                      | 3e dynastie         |
| Sanchibre         | Farao                                      | 14e dynastie        |
| Sathathorioenet   | Prinses, koningin                          | 12e dynastie        |
| Satsobek          | Koningin                                   | 13e dynastie        |
| Schorpioen II     | Farao                                      | dynastie 0          |
| Sechemchet        | Farao                                      | 3e dynastie         |
| Sechemkare        | Farao                                      | 8e dynastie         |
| Sechemre-Choetawi | Farao                                      | 13e dynastie        |
| Sechepenre        | Farao                                      | 14e dynastie        |
| Sehabre           | Farao                                      | 14e dynastie        |
| Semat             | Koningin                                   | 1e dynastie         |
| Semerchet         | Farao                                      | 1e dynastie         |
| Sened             | Farao                                      | 2e dynastie         |
| Senenmoet         | Architect, vizier, leraar                  | 18e dynastie        |
| Senoeseret I      | Farao                                      | 12e dynastie        |
| Senoeseret II     | Farao                                      | 12e dynastie        |
| Senoeseret III    | Farao                                      | 12e dynastie        |
| Serethor          | Koningin                                   | 1e dynastie         |
| Sesjemetka        | Koningin                                   | 1e dynastie         |
| Seth-Peribsen     | Farao                                      | 2e dynastie         |
| Sethnacht         | Farao                                      | 20e dynastie        |
| Seti              | Soldaat, vizier, stamvader der Ramsessiden | 18e dynastie        |
| Seti I            | Farao                                      | 19e dynastie        |
| Seti II           | Farao                                      | 19e dynastie        |
| Sewadjikare II    | Farao                                      | 14e dynastie        |
| Siamoen           | Farao                                      | 21e dynastie        |
| Siptah            | Farao                                      | 19e dynastie        |
| Sjabaka           | Farao                                      | 25e dynastie        |
| Sjebitkoe         | Farao                                      | 25e dynastie        |
| Sjepseskaf        | Farao                                      | 4e dynastie         |
| Sjepseskare       | Farao                                      | 5e dynastie         |
| Sjosjenq I        | Farao                                      | 22e dynastie        |
| Sjosjenq II       | Farao                                      | 22e dynastie        |
| Sjosjenq III      | Farao                                      | 22e dynastie        |
| Sjosjenq VI       | Farao                                      | 23e Dynastie        |
| Smenchkare        | Farao                                      | 18e dynastie        |
| Smendes           | Farao                                      | 21e dynastie        |
| Snofroe           | Farao                                      | 4e dynastie         |
| Sobekhotep I      | Farao                                      | 13e dynastie        |
| Sobekhotep II     | Farao                                      | 13e dynastie        |
| Sobekhotep III    | Farao                                      | 13e dynastie        |
| Sobekhotep IV     | Farao                                      | 13e dynastie        |
| Sobekhotep V      | Farao                                      | 13e dynastie        |
| Sobekhotep VI     | Farao                                      | 13e dynastie        |
| Sobekhotep VIII   | Farao                                      | 16e dynastie        |
| Sokar-hor         | Farao, kleine Hyksos                       | 16e dynastie        |
| Stier             | Farao                                      | dynastie 00         |

## T
| Naam           | Functie                            | Dynastie of periode |
| -------------- | ---------------------------------- | ------------------- |
| Ta'a I         | Farao                              | 17e dynastie        |
| Ta'a II        | Farao                              | 17e dynastie        |
| Taharqa        | Farao                              | 25e dynastie        |
| Takelot I      | Farao                              | 22e dynastie        |
| Takelot II     | Farao                              | 22e dynastie        |
| Tantamani      | Farao                              | 25e dynastie        |
| Tawosret       | Farao                              | 19e dynastie        |
| Teje           | Koningin, matriarch, koningsmoeder | 18e dynastie        |
| Teos           | Farao                              | 30e dynastie        |
| Teti           | Farao                              | 6e dynastie         |
| Tetisheri      | Matriarch, koningin, koningsmoeder | 17e dynastie        |
| Thoetmoses     | Kunstenaar, beeldhouwer            | 18e dynastie        |
| Thoetmosis I   | Farao                              | `18e dynastie       |
| Thoetmosis II  | Farao                              | 18e dynastie        |
| Thoetmosis III | Farao                              | 18e dynastie        |
| Thoetmosis IV  | Farao                              | 18e dynastie        |
| Tiaa           | Koningin, koningsmoeder            | 18e dynastie        |
| Toeja          | Prinses                            | 18e dynastie        |
| Toetanchamon   | Farao                              | 18e dynastie        |

## U
| Naam   | Functie | Dynastie of periode |
| ------ | ------- | ------------------- |
| Ubenre | Farao   | 14e dynastie        |

## W
| Naam  | Functie | Dynastie of periode |
| ----- | ------- | ------------------- |
| Wegaf | Farao   | 13e dynastie        |
| Weneg | Farao   | 2e dynastie         |

## Z
| Naam    | Functie               | Dynastie of periode       |
| ------- | --------------------- | ------------------------- |
| Zelikah | Vrouw                 | Joodse geschiedschrijving |
| Zenon   | Secretaris, schrijver | Ptolemaeën                |